# Gamelan
Gamelan (též gamelang) je označení pro orchestr bicích nástrojů tradiční indonéské hudby (Jáva, Bali). Toto označení se také často používá pro samotnou javánskou a balinéskou hudbu. Název je odvozen od slova „gamel“, které znamená „kladivo“.
Gamelan se skládá z velkého množství bicích nástrojů, jeho součástmi jsou metalofony, gongy, xylofony a bubny. Konkrétní složení a velikost gamelanů se vzájemně liší.

## Ladění
Ladění gamelanu se zcela liší od evropského. Jsou používány dva základní systémy: sléndro a pélog, ke kterým v některých oblastech přibývá ještě degung a madenda. Zajímavostí je, že jednotlivé součásti orchestru mohou být v různých laděních.
Konkrétní tónové výšky i přesná velikost intervalů jsou u každého gamelanu odlišné. Mírně odlišné bývá i ladění nástrojů, používaných při hře unisono. Při jejich současném znění pak dochází k interferencím (záznějům), které spoluvytvářejí
charakteristický zvuk gamelanu a mají i rituální význam.

## Rytmus
Pro hudbu hranou gamelanem je typická polyrytmičnost a proměnlivé tempo. Jednotlivé části orchestru hrají každá v jiném rytmu, různé rytmy se navzájem srážejí a vytvářejí složitou hudební strukturu. Typické je výrazné zpomalení na konci skladeb.
Skladby jsou velmi přesně fixovány a předávány orálně bez psaného záznamu.

## Inspirace evropských hudebníků
Hudba indonéských gamelanů je jedna z nejoceňovanějších mimoevropských hudebních tradic mezi evropskými hudebníky. Slavný je případ Clauda Debussyho, který slyšel gamelan hrát na světové výstavě v Paříži roku 1889, přímá inspirace v jeho díle však sledovatelná není. Ze skladatelů, u kterých se vliv gamelanu promítl do jejich tvorby můžeme jmenovat Bélu Bartóka, Oliviera Messiaena či Benjamina Brittena.

## Gamelan v České republice
V České republice se v současnosti nacházejí dva gamelany. Ten kompletnější je součástí sbírek Náprstkova muzea a byl donedávna vystaven na zámku v Liběchově, ale po povodních v roce 2002, které poničily výstavní budovu, je gamelan prozatím uložen v depozitáři. Další gamelan se nachází na indonéské ambasádě.